# Western Lacrosse Association
Die Western Lacrosse Association (WLA) ist eine Amateur-Liga der Senior-Herren A im Hallen-Lacrosse, welche von der Canadian Lacrosse Association geleitet wird. Die Liga besteht aus 7 Teams, die sich durchweg in British Columbia befinden. Der Sieger der Saison tritt jeden September des Jahres gegen den Meister der Major Series Lacrosse beim Mann Cup an. Die Meisterschaft findet jährlich abwechselnd in Ontario und British Columbia statt. 
Das Niveau der Liga ist vergleichsweise hoch, da die Mehrheit der Spieler in der Off-Season der WLA in der National Lacrosse League spielen. 

## Die Teams
Die Liga besteht aus folgenden Teams:
| Team                          |
| Burnaby Lakers                |
| Coquitlam Adanacs             |
| Langley Thunder               |
| Maple Ridge Burrards          |
| Nanaimo Timbermen             |
| New Westminster Salmonbellies |
| Victoria Shamrocks            |

## Liga-Geschichte
- Seit dem 4. März 1932 wird Box-Lacrosse von der British Columbia Amateur Lacrosse Association in Australien etabliert
- 1932–1933: Senior Box Lacrosse League (Dachverband: BCALA)
- 1934–1967: Inter-City Lacrosse League (ICLL)
- 1968: National Lacrosse Association (Western Division)
- seit 1969:  Western Lacrosse Association

## Teams-Geschichte
New Westminster Salmonbellies
- 1888–1931:  Am 12. Mai 1888 als Feld-Lacrosse-Club gegründet
- 1932–1950: New Westminster Salmonbellies (fusioniert mit New Westminster Adanacs)
- 1951–1951: New Westminster Commandos
- 1952–1953: New Westminster Salmonacs
- 1954–1954: New Westminster Royals
- 1955–1958: New Westminster Salmonbellies
- 1959–1966: New Westminster O’Keefes
- seit 1967: New Westminster Salmonbellies

Maple Ridge Burrards
- 1937–1937: Vancouver Burrard Olympics
- 1938–1949: Vancouver Burrards
- 1950–1950: Vancouver Burrard Westerns	(fusioniert mit Richmond Farmers)
- 1951–1951: Vancouver Combines
- 1952–1958: Vancouver Pilseners
- 1959–1969: Vancouver Carlings
- 1970–1993: Vancouver Burrards (übernommen von Surrey)
- 1994–1995: Surrey Burrards (übernommen von Maple Ridge)
- seit 1996: Maple Ridge Burrards

Victoria Shamrocks
- 1950–1982: Victoria Shamrocks
- 1983–1993: Victoria Payless
- seit 1994: Victoria Shamrocks

Coquitlam Adanacs
- 1965–1967: Coquitlam Adanacs (übernommen von Portland)
- 1968–1968: Portland Adanacs (übernommen von Coquitlam)
- seit 1969: Coquitlam Adanacs

Burnaby Lakers
- 1986–1989: Richmond Outlaws (übernommen von Burnaby)
- seit 1990: Burnaby Lakers

Langley Thunder
- 1994–1999: North Shore Indians (übernommen von Kelowna)
- 2000–2001: Okanagan Thunder (übernommen von North Vancouver)
- 2002–2003: North Shore Thunder (übernommen von Langley)
- seit 2004: Langley Thunder

Nanaimo Timbermen
- seit 2005: Nanaimo Timbermen